# رقاقة
الرقاقة (الويفر) في الإلكترونيات هي شريحة رقيقة من مادة نصف موصلة مثل بلورة أحادية من السيليكون النقي . تستعمل لتصنيع الدارات المتكاملة وأجهزة أخرى ميكروية .

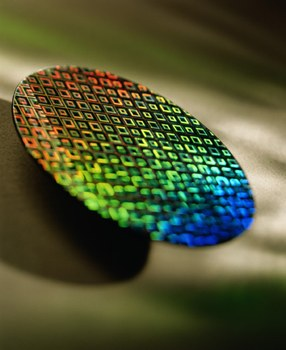
رقاقة السيليكون، محفورة ومقسمة إلى مئات من الدارات المتكاملة.

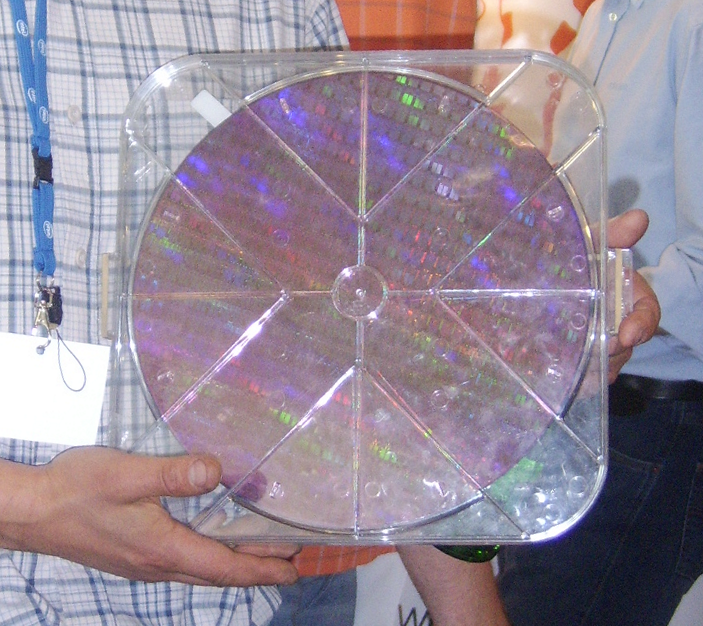
رقاقة سيليكون Intel.

والويفر أو الرقيقة البلورية هي قوام الدارات المتكاملة، والمعالج الصغري (الميكروبروسيسور ) ، وتجري عليه عدة معالجات دقيقة عند تصنيعه مثل التشوئب أي إضافة شوائب من معادن معينة لكي يكتسب صفات نصف الموصلات أو حقنه بالأيونات لكي يكتسب صفات جديدة . ويُنتج قرص الويفر الواحد مئات من تلك الدارات المتكاملة الميكروية.
كما توجد أنواع من الرقائق الإلكترونية  تعمل كخلية شمسية أو خلية ضوئية جهدية ، تقوم بتحويل ضوء الشمس مباشرة إلى تيار كهربائي . وفي هذه الحالة فلا حاجة لتقطيع شريحة الويفر إلى أجزاء بل تستعمل الرقيقة بأكملها .

## التاريخ
- أنظر أيضا:قائمة منتجي السيليكون

في صناعة أشباه الموصلات أو رقاقة السيليكون ، ظهر مصطلح الرقاقة (ويفر) في الخمسينيات من القرن الماضي لوصف شريحة دائرية رفيعة من مادة أشباه الموصلات ، عادةً من الجرمانيوم أو السيليكون النقي. يأتي الشكل الدائري من بلورات كبيرة أحادية البلورة يتم إنتاجها عادةً باستخدام طريقة Czochralski. تم تقديم رقائق السيليكون لأول مرة في الأربعينيات. [2] [3]
بحلول عام 1960 ، تم تصنيع رقائق السيليكون في الولايات المتحدة من قبل شركات مثل MEMC / SunEdison. وفي عام 1965 ، قدم المهندسون الأمريكيون "إريك أو.إرنست " و "دونالد جيهورد" و "جيرارد سيلي" براءة اختراع US3423629A [4] ، أثناء عملهم تحت إشراف شركة آي بي إم ، لأول جهاز فوق محوري عالي السعة.
يتم تصنيع رقائق السيليكون بواسطة شركات مثل سومكو و Shin-Etsu Chemical [5] شركة Hemlock Semiconductor Corporation و Siltronic.

## إنتاجها

### تشكيل - تكوين
أنظر أيضا: بول (كريستال)
"طريقة تشوخرالسكي":

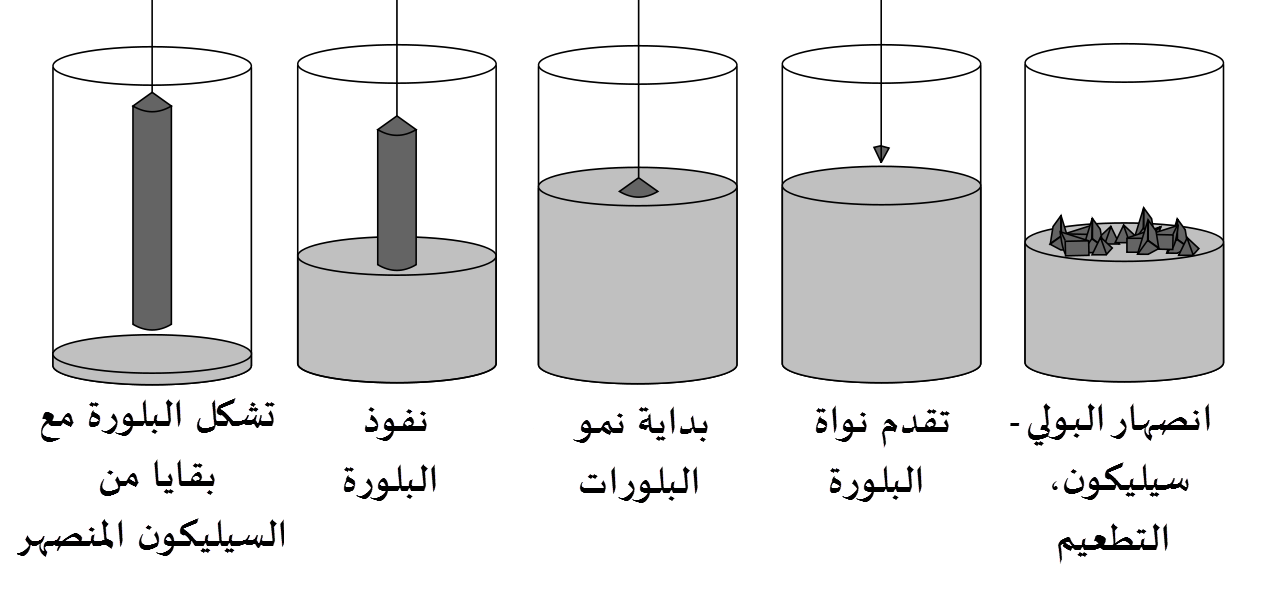
طريقة تشوخرالسكي

تتكون الرقاقات من مادة بلورية مفردة شديدة النقاوة ، [6] خالية تقريبًا من العيوب ، بنقاوة 99.9999999٪ (9N) أو أعلى. [6] تُعرف إحدى عمليات تشكيل الرقاقات البلورية باسم طريقة Czochralski ، التي ابتكرها الكيميائي البولندي Jan Czochralski. في هذه العملية ، يتم تشكيل سبيكة أسطوانية من أشباه موصلات أحادية البلورية عالية النقاء ، مثل السيليكون أو الجرمانيوم ،( تسمى أيضا الكرة) ، عن طريق سحب بلورة بذرة من المصهور. [7] [8] يمكن إضافة ذرات الشوائب المانحة ، مثل البورون أو الفوسفور في حالة السيليكون إلى المادة الإبتدائية المنصهرة بكميات دقيقة من أجل تشويب البلورة ، وبالتالي تغيير الأسطوانة الأحادية البلورة إلى أشباه موصلات من النوع n ،أو النوع p.
يتم بعد ذلك تقطيع الأسطوانة البلورية (ويفر) بمنشار سلكي (نوع من المنشار السلكي) ، وتشكيله آليًا لتحسين السطح ، وحفره كيميائيًا لإزالة التلف البلوري من خطوات التصنيع ، وأخيراً يتم صقله لتشكيل الرقائق. [9] حجم رقائق الخلايا الكهروضوئية هو بمساحة 100-200 مم مربع وسماكة 100-500 ميكرومتر. تستخدم الإلكترونيات أحجام رقائق الويفر من قطر 100 إلى 450 ملم. يبلغ قطر أكبر رقائق مصنوعة من 450 ملم ، [11] ولكنها لم تستخدم بعد بشكل عام.

## التنظيف والتركيب والحفر
يتم تنظيف الويفر بأحماض ضعيفة لإزالة الجزيئات غير المرغوب فيها. هناك العديد من إجراءات التنظيف القياسية للتأكد من عدم احتواء سطح رقاقة السيليكون على أي تلوث. واحدة من أكثر الطرق فعالية هي تنظيف RCA. عند استخدامها للخلايا الشمسية ، تكون الرقائق مزخرفة لخلق سطح خشن لزيادة مساحة السطح وبالتالي كفاءتها. تتم إزالة PSG المتولد (زجاج فسفوسيليكات) من حافة الرقاقة في الحفر.

## اقرأ أيضا
- معالج صغري
- خلية ضوئية جهدية
- لوح ضوئي جهدي
- مصفوف ضوئي جهدي
- شبه موصل
- غرفة نظيفة
- ضغط الخلايا